# Blame it on Ginger
Blame it on Ginger ist ein amerikanischer Pornofilm des Regisseurs Henri Pachard aus dem Jahr 1986, der sich lose an dem Film Blame It on Rio orientiert und die Darsteller direkt zur Kamera sprechen. Der Film wurde 1987 bei den AVN Awards in den Kategorien "Best Video", "Best Sex Scene - Video(Joey Silvera, Krista Lane)" und "Best Total Sexual Content – Video" ausgezeichnet.
Er wird als typischer Hardcore-Streifen aus den 1980er Jahren bezeichnet und beinhaltet Facial-Szenen.

## Handlung
Die Geschichte dreht sich um Ginger, die vor ihrer besten Freundin Laurel mit den großartigen Liebeskünsten ihres nerdigen Freunds Cyril prahlt. Die Geschichte ist nicht sonderlich überzeugend, aber es reicht aus, dass Gingers Geschichte alle so heiß macht, dass die anderen Frauen an nichts anderes mehr als an Sex denken können. In einer Art Dokumentarfilmformat ähnlich wie in Blame It on Rio erzählen die Charaktere von einigen ihrer erstaunlichsten sexuellen Abenteuer und kommentieren die Handlung.
Laurel probiert mit Buck verschiedene, physisch unmögliche Liebesstellungen aus. Gingers domestizierter Vater Todd leistet in Schürze Küchendienst, als seine Freundin Mitzi es auf die harte Tour will. Sie schafft es, ihren beschürzten Liebhaber auf dem Küchenblock zu verführen.
Warren, Laurels Vater, verhält sich wie ein Student des Beischlafs, dessen Geliebte Savannah es satt hat, über Sex zu lesen und führt mit ihm eine praktische Übung in Sachen Geschlechtsverkehr durch.
Die beiden Väter fahren mit ihren beiden jungen Töchtern in den Urlaub, um vor dem sexuellen Druck ihrer Frauen zu flüchten. Die Töchter Ginger und Laurel erforschen ihre sexuellen Bedürfnisse mit älteren Männern und Ginger beginnt mit der Verführung von Laurels Vater Warren vor dem Kamin des Urlaubsdomizils. Unterdessen macht sich Laurel im Gewächshaus über Todd her und der Vater ihrer besten Freundin Ginger demonstriert ihr, was man unter einer Entladung versteht.
Die verärgerten Frauen Mitzi und Savannah fühlen sich von ihren Partnern im Stich gelassen. Sie wollen das Geheimnis von Cyrils Künsten als Liebhaber ergründen und suchen den überraschten jungen Mann auf - nur um herauszufinden, dass dieser "grün wie eine Tomate" ist und vermitteln ihm kurzerhand die Grundkenntnisse des Geschlechtsverkehrs.
Im Urlaubsdomizil geraten die Freundinnen Ginger und Laurel aneinander und werfen sich gegenseitig die Verführung ihrer Väter vor. Sie legen den Streit aber mit einer befriedigenden, gegenseitigen Erforschung ihrer Körper bei.
Kurz darauf erhalten sie Besuch von ihren Freunden Buck und Cyril, aber auch von Mitzi und Savannah, die sich bitterlich über Cyrils mangelnde Erfahrung und Gingers Prahlereien beschweren. Zum Abschluss teilen Ginger und Laurel ihre Liebhaber miteinander und mit diesen ihre Körper. Am Ende wird gezeigt, wie sich die Beziehungen der Protagonisten zu ihren Partnern nach diesen Ereignissen verändert haben.

## Auszeichnungen
- 1987: AVN Award: „Best Video“ - Blame it on Ginger[2]
- 1987: AVN Award: „Best Total Sexual Content - Video“ - Blame it on Ginger[3]
- 1987: AVN Award: „Best Couples Sex Scene - Video “ - Blame it on Ginger[4]

## Wissenswertes
- Der Film belegt Platz 21 auf der Liste der "List for the 500 Greatest Adult films of All Time"[5] und den Platz 90 auf der Liste der "The 101 Greatest Adult Tapes Of All Time"[6] von AVN.
- Als Ginger und Laurel in der Dusche streiten, ist für einige Sekunden die Spiegelung des Kameramanns im Glas zu sehen, als sie sich auf dem Toilettensitz miteinander vergnügen sind mehrere Schatten der Crewmitglieder zu sehen und ein Teil eines Crewmitglieds ist für eine Sekunde am rechten Bildrand erkennbar.[7]